# Cambados
Cambados és un municipi de la província de Pontevedra a Galícia. Pertany a la comarca d'O Salnés. Limita amb Vilanova de Arousa, Ribadumia, Meaño i amb l'oceà Atlàntic.
| 5.603 | 6.956 | 9.290 | 12.628 | 13.564 |
| Fonts: INE i IGE (Els criteris de registre censal variaren i les dades de l'INE i de l'IGE poden no coincidir.) |       |       |        |        |

## Cambadencs cèlebres
- Ramón Cabanillas, poeta (1876-1959).
- Francisco Asorey, escultor (1889-1961).
- Francisco Fernández Rei (n. 1952).
- José Ramón Prado Bugallo ("Sito" Miñanco), contrabandista i narcotraficant (n. 1955)
- Paco Leiro, escultor (n. 1957).

## Parròquies
Cambados (Santa Mariña), Castrelo (Santa Cruz), Corvillón (San Amedio), Oubiña (San Vicenzo) i Vilariño (Santo Adrián).

## Galeria d'imatges

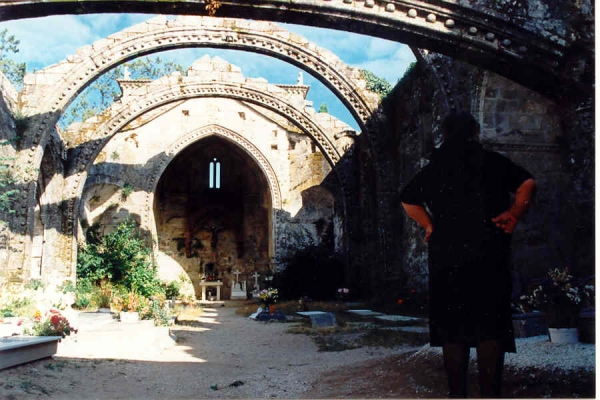
Interior de l'església de Santa Mariña
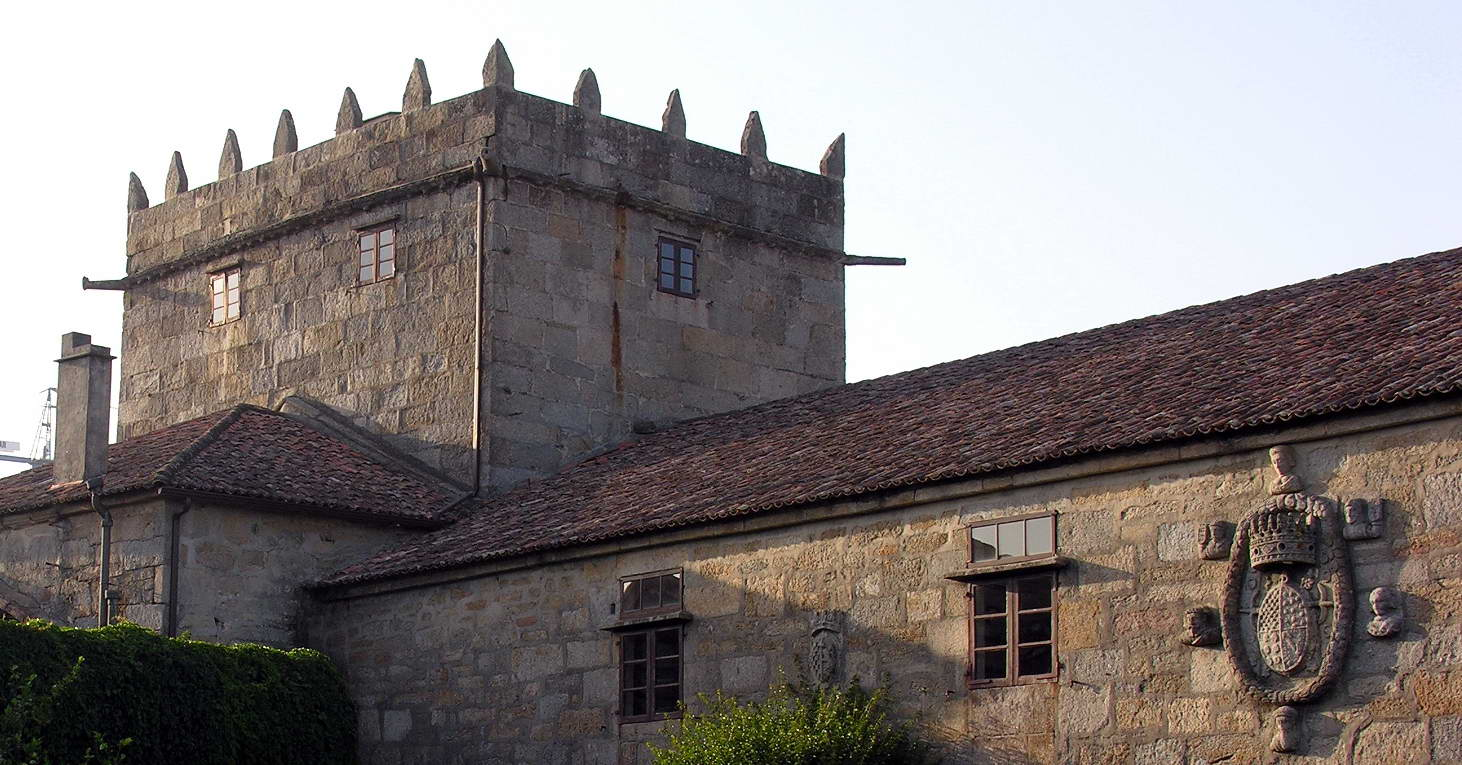
Pazo de Fefiñáns
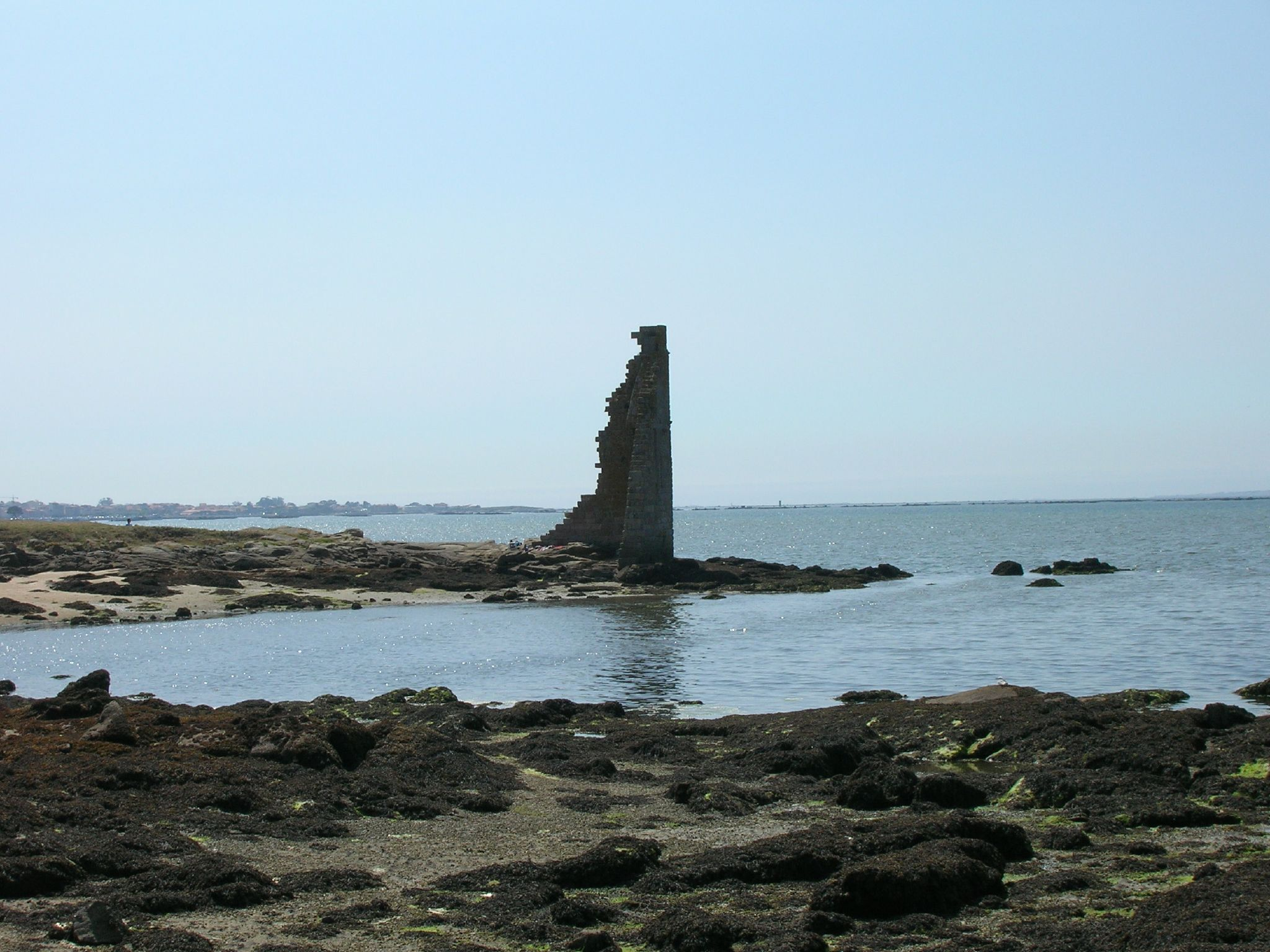
Torre de San Sadurniño

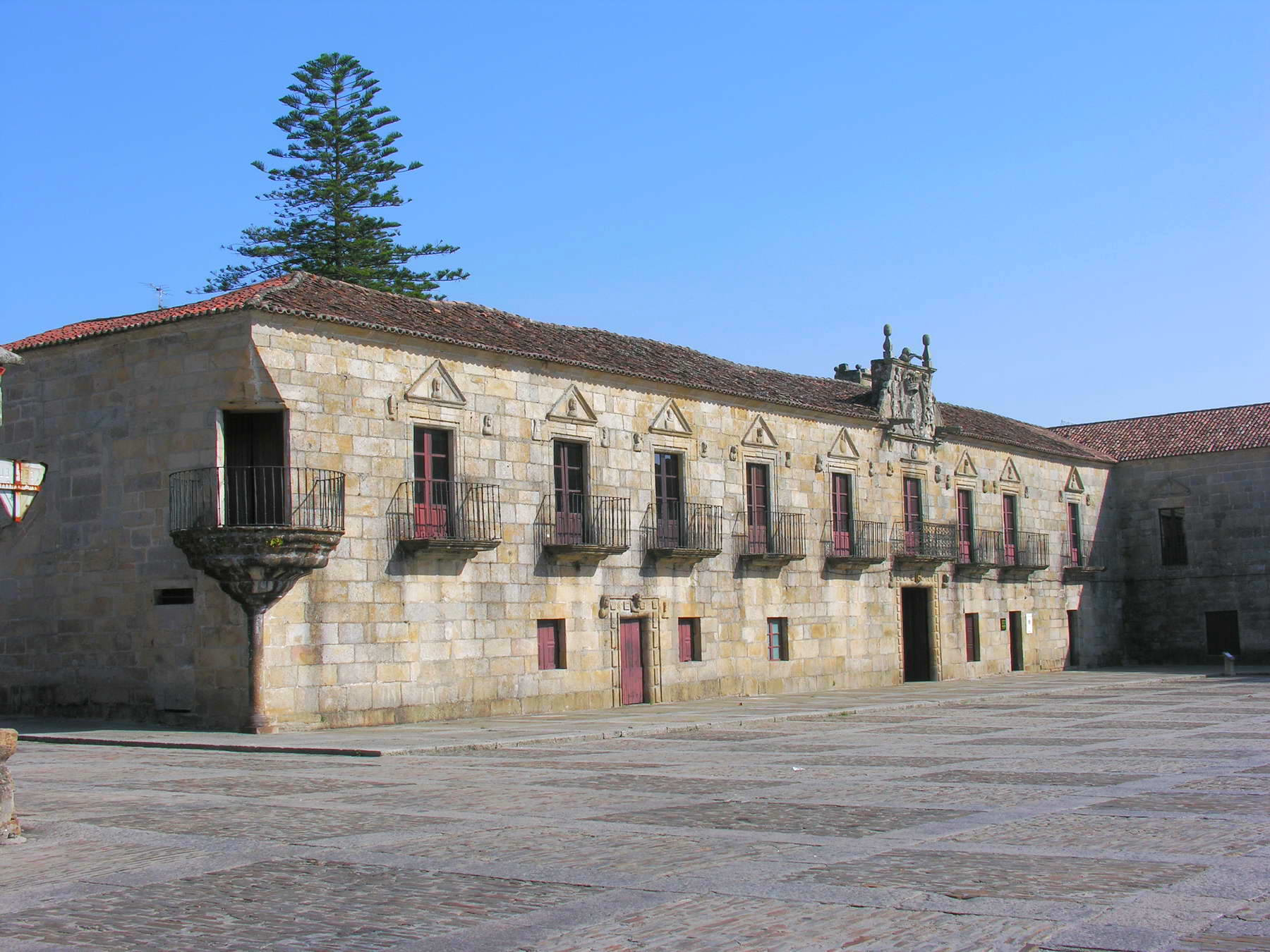
Pazo de Fefiñáns
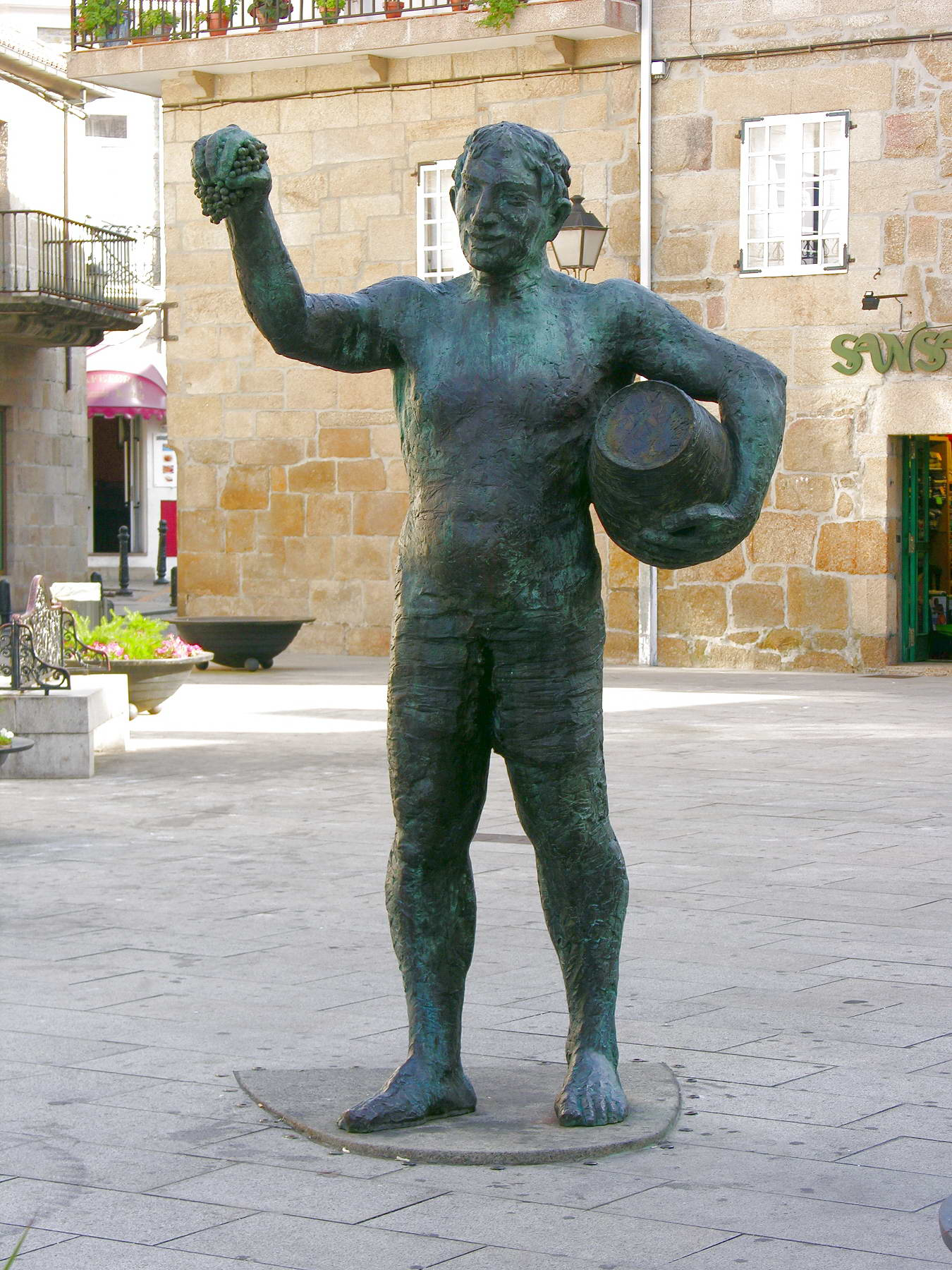
Estàtua sobre la verema d'albariño